# Ethernet po kroucené dvojlince

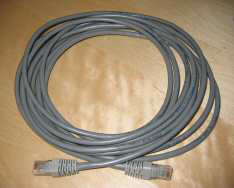
Propojovací kabel používaný pro Ethernet po kroucené dvojlince

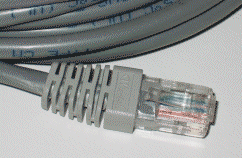
Zakončení kabelu konektorem 8P8C

Ethernet po kroucené dvojlince (anglicky Ethernet over twisted pair) je v současnosti dominantní technologie počítačových sítí Ethernet, která jako přenosové médium fyzické vrstvy používá kabel s kroucenými páry, česky stručně nazývaný kroucená dvojlinka, případně strukturovaná kabeláž.
Starší sítě Ethernet používaly dva typy koaxiálních kabelů, ale síť StarLAN z roku 1984 ukázala možnost použití jednoduché nestíněné kroucené dvojlinky a vedla k vývoji technologie 10BASE-T a jejích následníků 100BASE-TX, 1000BASE-T a 10GBASE-T podporujících postupně rychlosti 10, 100 Mbit/s a 1 a 10 Gbit/s.:s.123
Uvedené technologie používají kabely od Cat 3 po Cat 8 zakončené modulárním konektorem 8P8C obsahující čtyři páry vodičů, první verze Ethernetu však vystačily s dvěma páry.

## Historie
První dva návrhy použití kabelů s kroucenou dvojlinkou pro sítě Ethernet, StarLAN s rychlostí 1 Mbit/s standardizovaný v roce 1986 Sdružením IEEE standardů jako IEEE 802.3e a LattisNet s rychlostí 10 Mbit/s standardizovaný v lednu 1987, používaly jiné metody signalizace než později rozšířený standard 10BASE-T (publikovaný v roce 1990 jako IEEE 802.3i), takže nebyly vzájemně přímo kompatibilní.
V roce 1988 firma AT&T přišla se standardem StarLAN 10, jehož označení odkazuje na rychlost 10 Mbit/s, v němž použitá signalizace posloužila jako základ pro 10BASE-T; měla však navíc link beat pro rychlou detekci stavu linky.
Použití kabelů s kroucenou dvojlinkou v hvězdicové topologii pro Ethernet odstranilo několik slabin předchozích standardů a přineslo následující výhody:
- Kabely s kroucenými páry byly v mnoha kancelářských budovách již nainstalované pro připojování telefonů, což snižovalo cenu budování síťových rozvodů.
- Centralizovaná hvězdicová topologie používaná pro telefonní rozvody byla obvyklejším přístupem k budování kabeláže než sběrnicová topologie používaná ve starších standardech Ethernetu, a byla snazší na správu.
- Použití dvoubodových spojů snižuje v porovnání se sdílenou sběrnicí nebezpečí selhání větší části sítě a značně zjednodušuje hledání závad.
- Přechod na novější technologii bylo možné realizovat nahrazením levných rozbočovačů pokročilejšími síťovými přepínači.
- Při použití dostatečně kvalitní kabeláže lze provést přechod na Fast Ethernet nebo Gigabitový Ethernet nebo rychlejší technologii pouhou výměnou síťových přepínačů.
- Od zavedení Fast Ethernetu bylo možné v jedné síti používat karty s různou rychlostí přenosu.

I když se v současnosti technologie 10BASE-T používá pro normální počítače spíše výjimečně, stále se používá pro síťové karty v režimu Wake on LAN s redukovaným příkonem a pro speciální aplikace s nízkou spotřebou nevyžadující velké přenosové rychlosti. 10BASE-T je proto stále podporováno většinou Ethernetových portů pro kroucené páry včetně Gigabitového Ethernetu.

## Pojmenování
Jména jednotlivých ethernetových technologií vycházejí z vlastností fyzického média. Číslo (např. 10 v 10BASE-T) znamená přenosovou rychlost v Mbit/s. BASE znamená, že se používá přenos v základním pásmu. T znamená, že se používá kabel s kroucenými dvojlinkami. Pokud existuje několik standardů pro stejnou přenosovou rychlost, jsou rozlišeny dalším písmenem nebo číslicí za písmenem T, např. TX nebo T4, které vyjadřují metodu kódování nebo počet okruhů.

## Kabeláž
| Pin | Pár | Vodič | Barva         |
| --- | --- | ----- | ------------- |
| 1   | 3   | tip   | bílá/zelená   |
| 2   | 3   | ring  | zelená        |
| 3   | 2   | tip   | bílá/oranžová |
| 4   | 1   | ring  | modrá         |
| 5   | 1   | tip   | bílá/modrá    |
| 6   | 2   | ring  | oranžová      |
| 7   | 4   | tip   | bílá/hnědá    |
| 8   | 4   | ring  | hnědá         |

| Pin | Pár | Wire | Barva         |
| --- | --- | ---- | ------------- |
| 1   | 2   | tip  | bílá/oranžová |
| 2   | 2   | ring | oranžová      |
| 3   | 3   | tip  | bílá/zelená   |
| 4   | 1   | ring | modrá         |
| 5   | 1   | tip  | bílá/modrá    |
| 6   | 3   | ring | zelená        |
| 7   | 4   | tip  | bílá/hnědá    |
| 8   | 4   | ring | hnědá         |

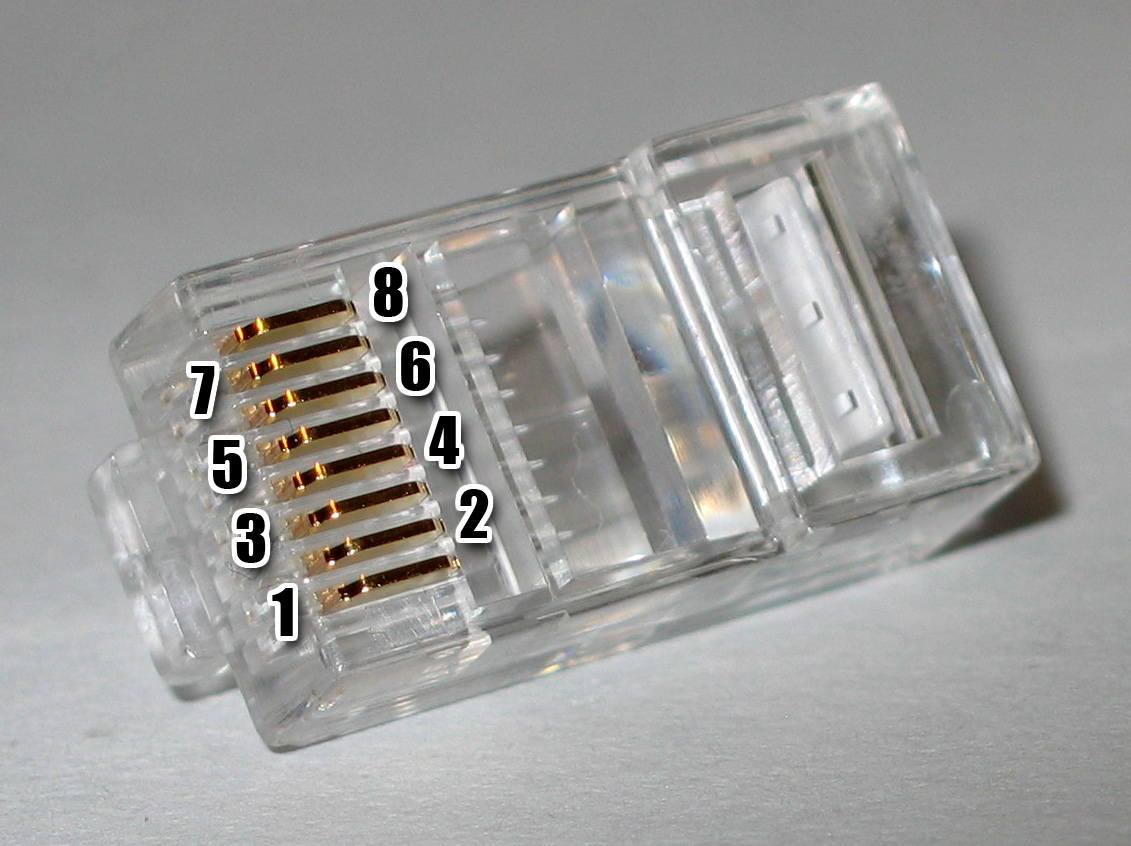
Zapojení modulárního konektoru 8P8C

Většina Ethernetových kabelů je propojena „přímo“ (špička 1 na špičku 1, špička 2 na špičku 2 atd.). V některých případech může stále být požadován „křížený“ kabel (propojující pár pro příjem na vysílač a pár pro vysílání na přijímač).
Kabely pro Ethernet mohou být na obou koncích kabelu zapojeny buď podle standardů ukončení T568A anebo T568B. Protože tyto standardy se liší pouze v tom, že prohazují pozice dvou párů používaných pro vysílání a příjem, kabel, který má na jednom konci vodiče zapojené podle T568A a na druhém konci podle T568B, je křížený kabel.
Počítače s rozhraním 10BASE-T nebo 100BASE-TX používají zapojení vodičů ke konektor nazývaný medium dependent interfaces (MDI), přičemž se na síťových zařízeních používají špičky 1 a 2 pro vysílání a špičky 3 a 6 pro příjem. Infrastrukturní uzly (ethernetový hub nebo přepínače) používají propojení vodičů nazývané MDI-X, u kterého se pro vysílání používají špičky 3 a 6 a pro příjem špičky 1 a 2. Tyto porty jsou propojeny pomocí přímého kabelu tak, že každý vysílač komunikuje s přijímačem na opačném konci kabelu.
Existují dva typy portů: MDI (uplink port) nebo MDI-X (normální port, 'X' pro interní křížený). Huby a přepínače mají normální porty. Routery, servery a koncové stanice (například osobní počítače) mají uplink porty. Když se mají propojit dvě zařízení, které mají stejný typ portů, je u starších zařízení potřeba křížený kabel. Pro propojení uzlů, které mají různý typ portů (tj. MDI na MDI-X) je třeba přímý kabel. Propojení koncového serveru na rozbočovač nebo přepínač vyžaduje přímý kabel. Některé starší přepínače a rozbočovače mají tlačítko, které umožňuje přepínat port, aby fungoval buď jako normální nebo jako uplink port, tj. se zapojením vývodů MDI-X nebo MDI.
Většina moderních prvků sítě Ethernet umí detekovat, že k portu je počítač připojený přímým kabelem a v případě potřeby automaticky zavést požadované křížení; jestliže žádná z karet tuto funkčnost nemá, pak musí být použit křížený kabel. Většina novějších přepínačů má auto MDI-X na všech portech, což dovoluje, aby přímé kabely mohly být použity pro všechna propojení. Pokud obě propojená zařízení podporují standard 1000BASE-T, budou komunikovat, bez ohledu na to, zda je použit přímý nebo křížený kabel.
Vysílač 10BASE-T používá dvě diferenciální napětí, +2.5 V a −2.5 V. Vysílač 100BASE-TX používá tři diferenciální napětí, +1 V, 0 V a −1 V. Na rozdíl od dřívějších Ethernetových standardů 10Base5 (thicknet) a 10Base2 (thinnet), které používaly koaxiální kabely, 10BASE-T neudává přesné parametry kabelů, které lze použít, ale stanovuje určité charakteristiky, které musí kabel splňovat. Je to důsledkem očekávání, že pro 10BASE-T budou použity stávající rozvody kabelů s kroucenými páry, které formálně nesplňují žádnou normu. K definovaným charakteristikám ptří útlum, charakteristická impedance, rozptyl periody (jitter) zpoždění šíření a několik typů odstupu signálu od šumu a přeslechů. Pro kontrolu, zda kabel vyhovuje požadavkům pro 10BASE-T, se používají testery kabelů. Předpokládá se, že tyto charakteristiky bude splňovat i čtyřiadvacetivodičový nestíněný kabel s kroucenými páry o délce 100 metrů. Při použití vysoce kvalitní kabeláže lze často dosáhnout vzdálenosti větší než 150 metrů.
100BASE-TX používá stejné zapojení vodičů jako 10BASE-T, ale je citlivější na kvalitu a délku kabelů kvůli vyšší přenosové rychlosti.
1000BASE-T používá všechny čtyři páry obousměrně s využitím hybridních obvodů a obvodů potlačování ozvěny. Data jsou kódována pomocí 4D-PAM5; čtyřrozměrné PAM (pulzně amplitudová modulace) s pěti úrovněmi napětí, −2 V, −1 V, 0 V, +1 V a +2 V.  Na výstupech linkového budiče mohou být napětí +2 V až −2 V, nominální napětí na kabelu je +1 V, +0.5 V, 0 V, −0.5 V a −1 V.
Standardy 100BASE-TX a 1000BASE-T byly navrženy tak, aby fungovaly s kabely kategorie 5, pro které se uvádí maximální délka kabelů 100 metrů. Nově již nejsou kabely kategorie 5 doporučované, a pro nové instalace se používají kabely kategorie 5e.

### Sdílený kabel
Normy 10BASE-T a 100BASE-TX používají pouze dva páry vodičů (špičky 1–2, 3–6). Protože obvyklý kabel kategorie 5 obsahuje čtyři páry, je možné dva volné páry (špičky 4–5, 7–8) použít pro jiné účely; může to být pro Power over Ethernet (PoE), pro dvě linky tradičního analogového telefonního systému nebo pro druhé 10BASE-T nebo 100BASE-TX spojení. V praxi musí být věnována pozornost, aby tyto páry byly odděleny, protože Ethernetové karty 10/100-Mbit/s nepoužité páry elektricky zakončují. U gigabitového Ethernetu není sdílené použití kabelu možné, protože 1000BASE-T vždy používá všechny čtyři páry.

### Jediný pár
Kromě variant používaných pro propojení počítačů pomocí dvou a čtyř kroucených párů existují také varianty 100BASE-T1 a 1000BASE-T1 vyžívající jediný kroucený pár používané v automobilových aplikacích a pro nepovinné datové kanály v jiných propojovacích aplikacích. Pro komunikaci se používá plně duplexní režim a má maximální dosah 15 m (100BASE-T1, 1000BASE-T1 linkový segment typ A) nebo až 40 m (1000BASE-T1 linkový segment typ B) s až čtyřmi konektory in-line. Oba standardy vyžadují symetrickou kroucenou dvojlinku s impedancí 100 Ω, která musí být schopna přenášet frekvence 600 MHz pro 1000BASE-T1 nebo 66 MHz pro 100BASE-T1.
Pro Ethernet po jednom krouceném páru existuje standard IEEE 802.3bu-2016 Power over Data Lines (PoDL), který umožňuje napájení připojených zařízení podobně jako Power over Ethernet (PoE). Na rozdíl od PoE umožňuje napájení až 50 W na zařízení.

## Automatické vyjednávání a duplex
Normy pro Ethernet po kroucené dvojlince po gigabitový Ethernet definují plně duplexní i poloduplexní komunikaci. Poloduplexní režim pro gigabitovou rychlost však není podporován žádným existujícím hardwarem. Normy pro vyšší rychlosti, 2.5GBASE-T až 40GBASE-T 2,5 až 40 Gbit/s už definují pouze plně duplexní dvoubodové spoje, které jsou obecně propojovány síťovými přepínači a nepodporují tradiční přístup CSMA/CD se sdíleným mediem.
Pro Ethernet po kroucené dvojlince existuje mnoho různých režimů fungování (10BASE-T poloduplex, 10BASE-T plný duplex, 100BASE-TX poloduplex, aj.), a většina síťových karet podporuje více režimů. Pro navázání spojení na lince 1000BASE-T bylo proto zavedeno povinné automatické vyjednávání.
Pokud jsou dvě rozhraní nastavena na různé duplexní režimy, bude propojení kvůli duplexní neshodě fungovat mnohem pomaleji, než je jeho nominální rychlost. Duplexní neshoda může být způsobená neúmyslně, když správce nastaví jedno rozhraní na určitý režim (například 100 Mbit/s s plným duplexem) a vzdálené rozhraní nezkonfiguruje, takže rozhraní použije automatické vyjednávání. Pokud proces automatického vyjednání selže, ta strana spoje, která automatické vyjednávání zahájila, použije poloduplex.

## Varianty
| Jméno            | Norma                | Status          | Rychlost (Mbit/s) | Požadovaný počet párů | Spojů pro 1 směr | Bitů na hertz | Linkový kód                   | Modulační rychlost na pár (MBd) | Šířka pásma (MHz) | Max. délka (m) | Kabel     | Třída kabelu (MHz) | Použití             |
| ---------------- | -------------------- | --------------- | ----------------- | --------------------- | ---------------- | ------------- | ----------------------------- | ------------------------------- | ----------------- | -------------- | --------- | ------------------ | ------------------- |
| StarLAN-1 1BASE5 | 802.3e-1987          | zastaralý       | 1                 | 2                     | 1                | 1             | PE                            | 1                               | 1                 | 250            | telefonní | ~12                | LAN                 |
| StarLAN-10       | 802.3e-1988          | zastaralý       | 10                | 2                     | 1                | 1             | PE                            | 10                              | 10                | ~100           | telefonní | ~12                | LAN                 |
| LattisNet        | pre 802.3i-1990      | zastaralý       | 10                | 2                     | 1                | 1             | PE                            | 10                              | 10                | 100            | telefonní | ~12                | LAN                 |
| 10BASE-T         | 802.3i-1990 (CL14)   | starý používaný | 10                | 2                     | 1                | 1             | PE                            | 10                              | 10                | 100            | Cat 3     | 16                 | LAN                 |
| 10BASE-T1S       | 802.3cg-2019         | plánovaný       | 10                | 1                     | 1                | ?             | ?                             | ?                               | ?                 | 15             | ?         | ?                  | Autombily, IoT, M2M |
| 10BASE-T1L       | 802.3cg-2019         | plánovaný       | 10                | 1                     | 1                | ?             | ?                             | ?                               | ?                 | 1000           | ?         | ?                  | Autombily, IoT, M2M |
| 100BASE-T1       | 802.3bw-2015 (CL96)  | používaný       | 100               | 1                     | 1                | 2,66          | PAM-3 4B/3B                   | 75                              | 37,5              | 15             | Cat 5e    | 100                | Autombily, IoT, M2M |
| 100BASE-T2       | 802.3y-1997          | zastaralý       | 100               | 2                     | 2                | 4             | LFSR PAM-5                    | 25                              | 12,5              | 100            | Cat 3     | 16                 | Obchodně neúspěšný  |
| 100BASE-T4       | 802.3u-1995          | zastaralý       | 100               | 4                     | 3                | 2,66          | 8B6T PAM-3 jen poloduplex     | 25                              | 12,5              | 100            | Cat 3     | 16                 | Obchodně neúspěšný  |
| 100BaseVG        | 802.12-1995          | zastaralý       | 100               | 4                     | 4                | 1,66          | 5B6B jen poloduplex           | 30                              | 15                | 100            | Cat 3     | 16                 | Obchodně neúspěšný  |
| 100BASE-TX       | 802.3u-1995          | používaný       | 100               | 2                     | 1                | 3,2           | 4B5B MLT-3 NRZI               | 125                             | 31,25             | 100            | Cat 5     | 100                | LAN                 |
| 1000BASE‑T       | 802.3ab-1999 (CL40)  | používaný       | 1000              | 4                     | 4                | 4             | TCM 4D-PAM-5                  | 125                             | 62,5              | 100            | Cat 5e    | 100                | LAN                 |
| 1000BASE‑TX      | TIA/EIA-854 (2001)   | zastaralý       | 1000              | 4                     | 2                | 4             | PAM-5                         | 250                             | 125               | 100            | Cat 6     | 250                | Obchodně neúspěšný  |
| 1000BASE-T1      | 802.3bp-2016         | používaný       | 1000              | 1                     | 1                | 2,66          | PAM-3 80B/81B RS-FEC          | 750                             | 375               | 40             | Cat 6A    | 500                | Autombily, IoT, M2M |
| 2.5GBASE-T       | 802.3bz-2016         | používaný       | 2500              | 4                     | 4                | 6,25          | 64B65B PAM-16 128-DSQ         | 200                             | 100               | 100            | Cat 5e    | 100                | LAN                 |
| 5GBASE-T         | 802.3bz-2016         | používaný       | 5000              | 4                     | 4                | 6,25          | 64B65B PAM-16 128-DSQ         | 400                             | 200               | 100            | Cat 6     | 250                | LAN                 |
| 10GBASE-T        | 802.3an-2006         | používaný       | 10000             | 4                     | 4                | 6,25          | 64B65B PAM-16 128-DSQ         | 800                             | 400               | 100            | Cat 6A    | 500                | LAN                 |
| 25GBASE-T        | 802.3bq-2016 (CL113) | nasazovaný      | 25000             | 4                     | 4                | 6,25          | PAM-16 RS-FEC (192, 186) LDPC | 2000                            | 1000              | 30             | Cat 8     | 2000               | Datová centra       |
| 40GBASE-T        | 802.3bq-2016 (CL113) | nasazovaný      | 40000             | 4                     | 4                | 6,25          | PAM-16 RS-FEC (192, 186) LDPC | 3200                            | 1600              | 30             | Cat 8     | 2000               | Datová centra       |

1. ↑  Přenosová rychlost = lanes × bitů na hertz × spektrální šířka pásma.
2. ↑  Efektivní rychlost bitů na hertz na pár po odpočtu režie pro kódování.
3. ↑  Spektrální šířka pásma je maximální rychlost, při níž signál dokončí jeden kmit. Typicky je to polovina symbolové rychlosti, protože je možné poslat symbol v kladném i záporném části kmitu. Výjimkou je 10BASE-T, kde se šířka pásma rovná symbolové rychlosti, protože používá kódování Manchester, a 100BASE-TX, kde je šířka pásma rovna čtvrtině symbolové rychlosti, protože používá kódování MLT-3.
4. ↑  Při použití kratšího kabelu je možné používat kabely nižší kvality než požadovaný pro 100 m. Aby toto příklad je možné používat 10GBASE-T na Cat 6 kabel délky 55 m nebo méně. Obdobně se očekává, že 5GBASE-T bude ve většině případů fungovat s Cat 5e.